# Elecciones estatales de Durango de 1977
Las elecciones estatales de Durango de 1977 tuvieron lugar el domingo 10 de julio de ese mismo año y en ellas fueron ya renovados los siguientes cargos de elección popular en el estado mexicano de Durango:
- 39 Ayuntamientos. Formados por un Presidente Municipal y regidores, electo para un período inmediato de tres años no reelegibles para un período inmediato.
- diputados al Congreso del Estado. Electos por una mayoría relativa de cada uno de los Distritos electorales y de su Representación proporcional.

## Resultados Electorales

### Ayuntamiento

#### Municipio de Durango
- Jesús Flores López  Hecho